# USA's store segl
USA's store segl (Great Seal of The United States) forestiller en hvidhovedet havørn.
Ørnen holder pile i sin venstre klo og en olivenkvist i den højre, dette symboliserer krig og fred. Ørnens hoved peger i retning mod olivenkvisten og det er et symbolsk udtryk for at fred foretrækkes.
USA har intet statsvåben, men benytter motivet fra seglets obvers på pas og andre steder.
Seglets revers viser en ufærdig pyramide med Forsynets øje, hvor toppen skulle være.
Teksten "Annuit Cœptis", der blev foreslået af Charles Thomson (en) i 1782, var efter Thomsons forklaring, at pyramiden står for styrke og udholdenhed, mens øjet og mottoet henviser til de mange sammenfald, hvormed forsynet muliggjorde den amerikanske vej. Denne udlægning lader teksten oversætte som: "Providence favors our undertakings" ("Forsynet er med vore gerninger"). Den officielle oversættelse lyder: "He (God) favors our undertakings" ("Han (Gud) er med vore gerninger").
Datoen på pyramiden er datoen for uafhængighedserklæringen, og teksten "Novus Ordo Seclorum" henviser efter Thomson til begyndelse på en ny, amerikansk æra, der begyndte på denne dag. Den officielle oversættelse lyder: "A new order of the ages".